# Tlenek cynku
Tlenek cynku (biel cynkowa), ZnO – związek chemiczny z grupy tlenków, połączenie tlenu z cynkiem na II stopniu utlenienia. Jest to materiał wielofunkcyjny stosowany m.in. jako pigment do farb.
Związek ten jest otrzymywany w wyniku prażenia rudy cynkowej: siarczku cynku (ZnS) lub węglanu cynku (ZnCO
3) w obecności powietrza. Stosowany jest jako dodatek do farb i lakierów, w kosmetyce i ceramice oraz jako wypełniacz i stabilizator gumy, kauczuku i tworzyw sztucznych, do produkcji mas izolacyjnych, zasypek, środków do impregnacji drewna. Pierwotnie, jako pigment, został wprowadzony w 1779 roku, od 1834 roku jako „biel chińska” stosowany w gwaszu, w farbach olejnych od ok. 1850 roku. W oleju biel cynkowa jest słabiej kryjąca niż biel ołowiowa, nie działa sykatywowo, w grubszych warstwach pęka. Obecnie sproszkowaną biel cynkową stosuje się powszechnie (obok innych proszków, jak: grafit, sadza angielska, argentorat, tkanol) w kryminalistyce, w badaniu daktyloskopijnym metodą mechaniczną (obok metody chemicznej i metody optyczno-fotograficznej). Tlenek cynku ma lekkie działanie antybakteryjne i przyspiesza gojenie ran. Z tego powodu jest używany jako składnik maści i zasypek leczących rozmaite choroby skóry. Jest też używany w stomatologii do tymczasowych wypełnień. Przy głębokich odwiertach stosuje się aktywny tlenek cynku RC, który z racji na rozbudowaną cząsteczkę, pozwala na skuteczną eliminację wydobywającego się siarkowodoru.

## Właściwości
- barwa biała (dotyczy sproszkowanego ZnO, kryształ ZnO bez zanieczyszczeń jest bezbarwny)
- ciało stałe,
- trudno rozpuszczalne w wodzie
- ma własności amfoteryczne:
  - w reakcji z kwasami tworzy sole cynku(II), np. chlorek cynku, siarczan cynku.
  - z mocnymi zasadami tworzy sole, które nazywa się cynkanami(II), np. cynkan(II) sodu.
  - w wodnym roztworze amoniaku związek ten tworzy jon kompleksowy: [Zn(NH3)4]2+ (kation tetraaminacynku(II)).